# Alexandru Colev
Pas d'image ? Cliquez ici

a Compétitions nationales et continentales officielles uniquement.

b Matchs officiels uniquement.
Dernière mise à jour le 3 mars 2023.
Alexandru Colev, né le 2 février 1997 à Chișinău, est un joueur moldave de rugby à XV évoluant au poste de talonneur.

## Carrière
Formé au SSSAR, Alexandru Colev devient international moldave en 2016. L'année suivante, il rejoint le championnat roumain, et joue pour le CS Politehnica Iași, puis s'engage durant la pause hivernale au CSM Baia Mare, sur une durée de 5 ans. Peu utilisé, il est envoyé en prêt au SCM Gloria Buzău, où il reste deux saisons.
Il part ensuite en Russie. Après un essai infructueux au Lokomotiv Penza, il s'engage finalement en faveur du RC CSKA Moscou. Après la disparition du CSKA, il s'engage pour quatre mois en faveur du nouveau venu en première division, le RK Khimik Dzerjinsk, puis rejoint lors de la trêve hivernale le RC Dinamo Moscou.